# Bataille de Crug Mawr
La bataille de Crug Mawr se déroule en octobre 1136 près de la ville de Cardigan, dans l'ouest du pays de Galles. Elle oppose les forces galloises du Gwynedd et du Deheubarth à celles des Cambro-Normands. Les Gallois remportent la victoire et reprennent le contrôle du Ceredigion, qui est annexé par Owain Gwynedd,.